# Национални музеј Кеније
Национални музеј Кеније (НМК) је државна корпорација која управља музејима, налазиштима и споменицима у Кенији. Бави се истраживањем наслеђа и има стручност у предметима који се крећу од палеонтологије, етнографије и истраживања и очувања биодиверзитета. Његово седиште и Национални музеј (Национални музеј у Најробију) налазе се на брду Museum, у близини аутопута Highway између Централног пословног округа и Вестландса у Наиробију. Кенијски национални музеј основало је Природно-историјско друштво Источне Африке (E.A.N.H.S.) 1910; главни циљ Друштва увек је био спровођење сталног критичког научног испитивања природних атрибута источноафричког станишта. У музеју се налазе колекције, као и привремени и стални експонати. Данас Национални музеј Кеније управља са преко 22 регионална музеја, многим локалитетима и споменицима широм земље.

## Најробијски музеј Кеније

### Природњачки музеј Кеније
Друштво за историју Источне Африке и Уганде основало је 1910–11. године групу коју занима природа у источној Британској Африци. Група је обухватала два канона Црквеног мисионарског друштва: велечасни Harry Leakey (отац Луиса Ликиа) и велечасни Kenneth St. Aubyn Rogers; неки владини званичници: Charles William Hobley и John Ainsworth, лекари, зубари, ловци на крупну дивљач и власници плантажа. 1911. године основали су Природњачки музеј и библиотеку са почасним кустосом. Аладина Висрам дала је новац за једноспратну двособну зграду.
1914. могли су приуштити плаћеног кустоса. Довели су Артура Ловриџа, херпетолога, који је стигао у марту 1914. године. Ловриџ се концентрисао на колекције, а чланови су се добровољно јавили да дају примерке, рад и средства. Такође су водили музеј док се Ловриџ борио за Британце у немачкој источној Африци. После рата вратио се на кратки боравак, да би отишао у Америку, где је на крају постао професор Харвардског универзитета.

### Музеј Кориндон
Следећи кустос био је A. F. J. Gedye. Музеј се преселио у нову зграду на углу Владиног пута и Кирк пута. Међу новим добровољцима у друштву били су и сир Роберт Кориндон, гувернер Кеније. Након његове неочекиване смрти 1925. године, Лади Коридон је основала Коридон Меморијал Фонд како би изградила бољи музеј за друштво у знак сећања на свог супруга. Влада је понудила одговарајућа средства за јавне донације и 1928. године започета је градња.
Зграда је била готова 1929. Нажалост, нису обезбеђене радне просторије или простор за одлагање, па је стога Природњачко друштво одбило да се усели. Тада је влада купила стари музеј, а друштво је новац искористило за додавање три собе, дало своје збирке музејским повериоцима, али је задржало библиотеку. Све је премештено у музеј. Лади Коридон поклонила му је књиге Сер Роберта.
Музеј је званично отворен 22. септембра 1930. године, као Музеј Кориндон, а кустос је био Виктор ван Сомерен. Добио је кућу на терену. 1930. Евелин Молони, рођена Напиер, именована је првом ботаничарком Музеја након што је Ернест Кар доделио грант музеју за финансирање њеног запослења. Током свог мандата основала је у Музеју хербариј о источноафричким биљкама, као и објављујући серију научних радова о источноафричкој флори.
Однос између музејских повереника и друштва постао је проблематичан, а као резултат тога две организације су именовале одбор, укључујући сер Чарлса Белчера, кенијског правника, који ће га стабилизовати. Комитет је све предао музеју, осим библиотеке у замену за годишње исплате друштву за 15 година.
Музеј је сада имао особље. Мери Лики је постала њен део, а затим Луис Лики, као неплаћени кустос, 1941. године. Ускочио је када је др. Ван Сомерен поднео оставку након што је одбор (укључујући Луиса) одбио да отпусти Петера Балија (Peter René Oscar Ballyу) због сукоба личности. Музеј је био центар за активности Ликијевих. 1945. године Луис је ангажован као плаћени кустос у новој кући, јер је стара постала дотрајала. Изградио је изложбе и отворио их Африканцима и Азијатима смањењем цена улазнице. До тада је музеј био „само за белце“.
Музеј је био база за Ликијеве операције све до 1961. године, када је Луис на оближњем терену основао Центар за праисторију и палеонтологију и преселио се у њега као и своје колекције. Дао је оставку у корист следећег директора Роберта Херберт Каркасона.

### Народни музеј
Кенија се осамосталила 1963. године. Музеј Кориндон преименован је у „Национални музеј“ 1964. године и укључен је у нови систем, „Национални музеји Кеније“. Године 1967. Ричард Лики имао је непомирљиве разлике са Луисом Ликијем, својим послодавцем у Центру, и одлучио је да побољша Национални музеј. Његова главна замерка била је што није била кенизована. Он и његове присталице основали су Kenya Museum Associates, који су од Каркасона добили место посматрача за Ричарда у одбору у замену за допринос од 5000 фунти. Ричард није много посматрао, јер је кренуо за прву експедицију Омо.
Кенијски музејски сарадници били су Joel Ojal, музејски надзорник у влади. По повратку из Омо-а, Ричард је своје идеје за побољшање дао директно Јоелу, који је замолио председавајућег, Сер Ferdinandа Cavendish-Bentinckа, 8th Duke of Portland, да постави Ричарда на више место и започне замену одбора Кенијцима из Кеније, јер су постојала само два од 16 у тој категорији. Казна за неактивност била би уклањање владиног финансирања.
Ричарду је прво понуђена извршна функција са скраћеним радним временом, што је он одбио. Током следећих неколико месеци већи део одбора замењен је, а маја 1968, нови одбор је понудио Ричарду стално место административног директора, а Каркасон је требало да остане као научни директор. Међутим, Каркасон је дао оставку и Ричард је постао директор.

### Галерија кенијских етничких заједница
Ова галерија садржи уметничка дела Џој Адамсон која приказује разне кенијске заједнице у традиционалној одећи.

### Савремени догађаји и садржаји
15. октобра 2005. Галерије музеја у Најробију затворене су до децембра 2007. године због опсежног програма обнове. Ово је било прво велико реновирање музеја у Најробију од 1930. Изграђени су нови административни блок и комерцијални центар, а физичко планирање НМК је побољшано.
Музеј је поново отворен у јуну 2008. У њему се налазе и привремене и сталне изложбе.
Унутар терена се налазе и парк змија у Најробију, ботаничка башта и природна стаза. Комерцијално крило музеја има ресторане и продавнице.

## Остали музеји
Остали музеји, локалитети и споменици којима управља НМК, укључујући еко-туристичке атракције су:
- Галерија Најроби, Најроби
- Вртови Ухуру, Најроби
- Институт за истраживање примата, Најроби
- Тврђава Исуса, Момбаса
- Рушевине Геди, Геди, близу Малиндија
- Праисторијско налазиште и музеј Hyrax Hill, у близини Накуруа
- Џумба ла Мтвана, Мтвапа, близу Момбаса
- Музеј Кабарнет, Кабарнет
- Музеј Карен Бликсен, Најроби
- Музеј Капенгуриа, Капенгуриа
- Музеј Кариандуси, близу Гилгила
- Музеј Кисуму, Кисуму
- Музеј Китале, Китале
- Куби Фора, у Националном парку Сибилои
- Музеј Ламу, Ламу
- Музеј Меру, Меру
- Рушевине Мнарана, Килифи
- Музеј Нарок, Нарок
- Олоргесаилие, у близини Магади
- Тврђава Siyu, острво Пате
- Рушевине Таква, острво Манда
- Thimlich Ohinga, 45 км западно од Мигорија